# Lejeunea gradsteinii
Lejeunea gradsteinii là một loài Rêu trong họ Lejeuneaceae. Loài này được G. E. Lee, Damanhuri & Latiff mô tả khoa học đầu tiên năm 2010.